# Sedum acre

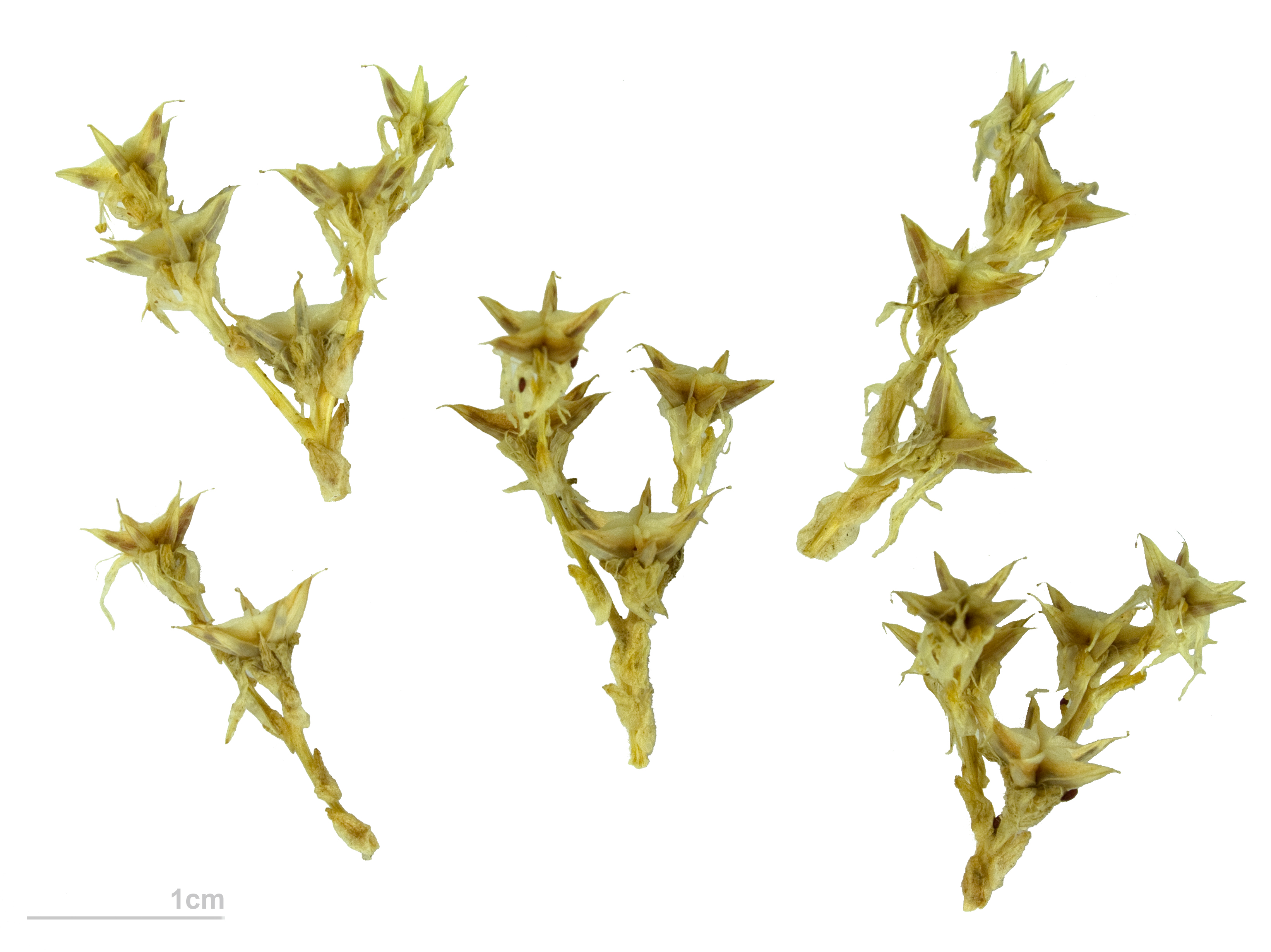
Sedum acre

La borracina acre (Sedum acre L.) è una piccola pianta carnoso - succulenta di aspetto erbaceo, strisciante, perenne e sempreverde appartenente alla famiglia delle Crassulaceae.

## Etimologia
Il nome del genere (“Sedum”) definito come molti altri da Linneo potrebbe derivare dal verbo di radice latina  “sedeo” = “io mi siedo” per il tipo di fusto prostrato oppure anche (secondo altre dizioni) da “sedare”, “calmare” in riferimento ad alcune proprietà della pianta.

Il nome della specie (“Acre”) deriva dal sapore che è appunto acre.

## Descrizione

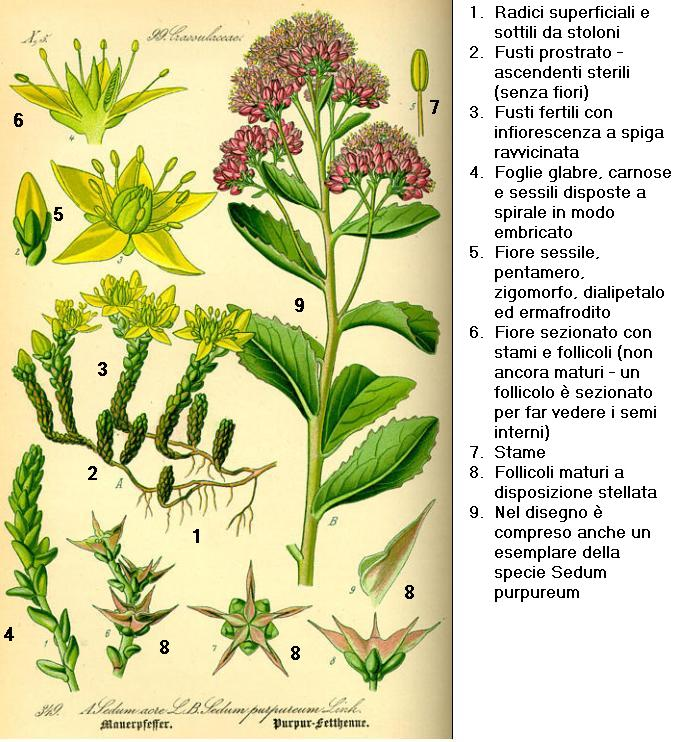
Descrizione delle parti della pianta

La forma biologica è camefita succulenta (Ch succ): sono piante che frequentano ambienti piuttosto aridi, con gemme perennanti radenti il suolo (disposte ad una altezza non maggiore di 20 cm) e con organi (fusti, foglie e fiori) adatti a conservare l'acqua.
Il Sedun acre è una pianta a foglie succulente quindi caratterizzata da una grande abbondanza di tessuti acquiferi e da un basso numero di stomi (per ridurre al minimo l'evaporazione dei liquidi) e una spessa cuticola fogliare:  riesce così ad ottimizzare il consumo di acqua e a farne copiosa riserva nei suoi organi interni.

### Radici
Le radici sono superficiali e sottili prodotte da stoloni. La pianta si strappa facilmente dal terreno.

### Fusto
Il fusto è esile a volte prostrato (se porta solo foglie) e a volte ascendente (se all'apice porta l'infiorescenza). Se il fusto è sterile allora è fittamente foglioso (con struttura embricata) ed è persistente, mentre se è fertile (con fiori) le foglie sono distanziate e si secca durante la stagione fredda (o generalmente dopo l'antesi). Spesso la pianta forma un esteso tappeto (o cuscinetto) in quanto i fusti possono essere anche direttamente radicati. Altezza: da 5 a 15 cm.

### Foglie
Le foglie sono glabre, carnose e sessili. Sono disposte a spirale embricata molto regolarmente e in modo alterno sul fusto. La forma è ovale (pagina superiore piana, quella inferiore convessa), arrotondata alla base (parzialmente amplessicaule) e ottusa all'apice. Larghezza: 2 mm; lunghezza: 3 – 6 mm. Il sapore è lievemente pepato.

### Infiorescenza
I fiori sono raccolti in corte spighe cimose composta da 1 – 3 fiori quasi sessili  (subsessili).

### Fiori

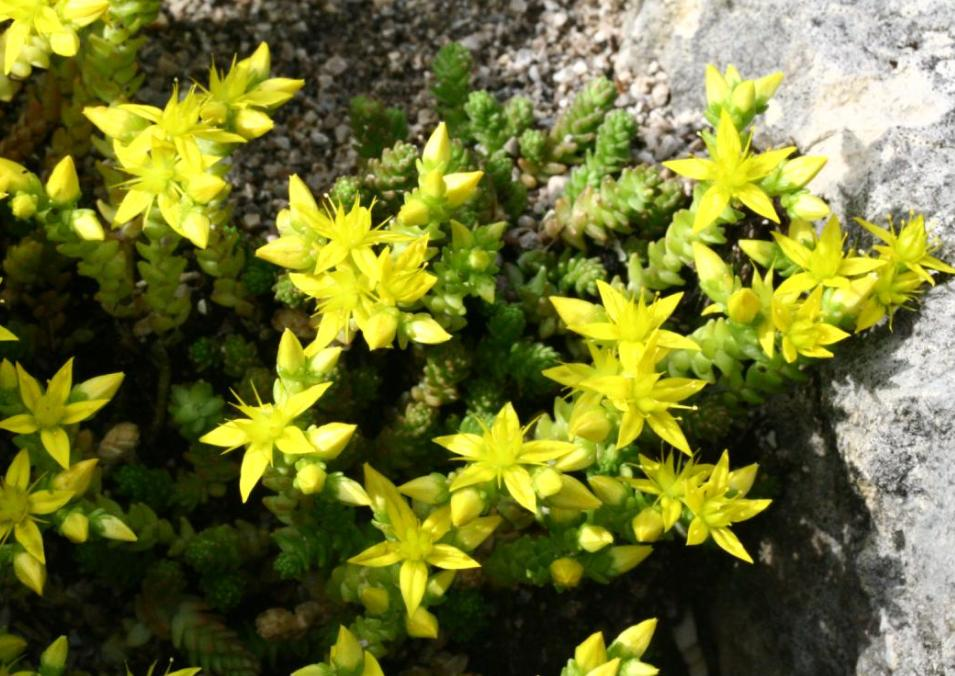
Fiori pentameri

I fiori sono pentameri, ermafroditi, attinomorfi e dialipetali.
- Calice: i sepali sono ovato – lanceolati (ottusi all'apice) e lunghi circa 2 – 3 mm, molto simili alle foglie. La base dei sepali si prolunga in una piccola appendice.
- Corolla: è formata da 5 petali disposti a stella di colore giallo oro intenso, eretto – patenti, lanceolati  e acuti all'apice. Larghezza: 2 mm; lunghezza 7 – 10 mm (quindi il doppio del calice).
- Androceo: il numero degli stami è 10 e sono lunghi 4 mm. Di norma sono il doppio dei petali e disposti su due verticilli.
- Gineceo: stili lunghi 3,5 mm.
- Fioritura: maggio – luglio
- Impollinazione: tramite api e mosche.

### Frutti

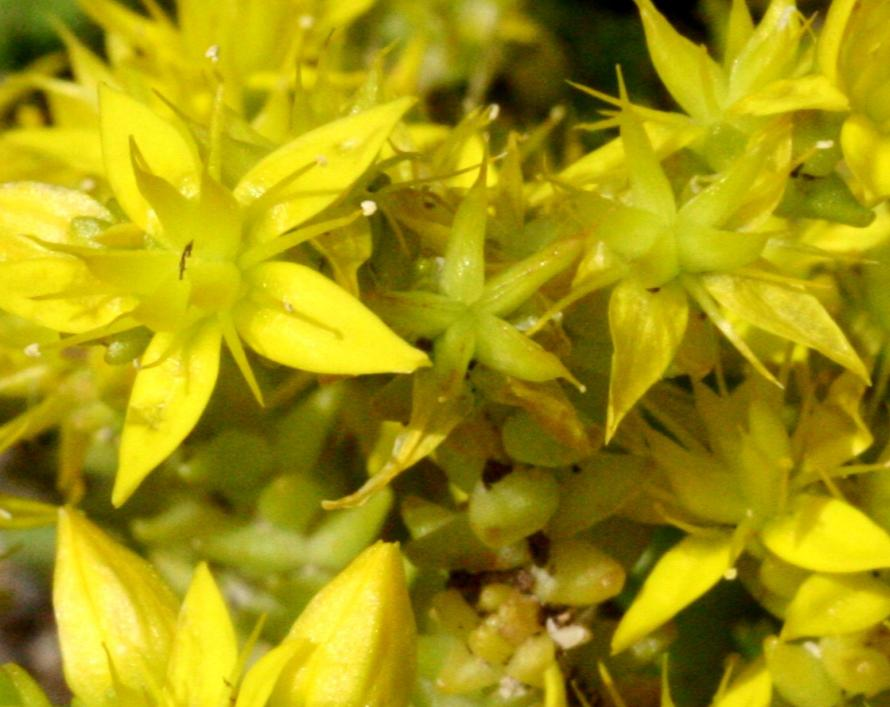
I frutti follicoli disposti a stella al centro dei fiori

Il frutto consiste in 5 follicoli eretti (lunghezza 3–5 mm) e sono disposti a stella le cui punte a maturità si aprono per far uscire i semi di forma ovale.
Questo perché l'ovario durante la crescita forma una stella.

## Distribuzione e habitat
L'origine della pianta è Europea-Caucasica. Si trova anche in Africa settentrionale e in Asia.
In Italia vegeta in prevalenza nelle regioni settentrionali. Meno frequente nel Meridione e isole.
Cresce sui muri, greti, rupi e luoghi rocciosi ad altitudin comprese tra 0 e 2000 m s.l.m..

## Tassonomia
Il genere  Sedum   comprende circa 140 specie distribuite in tutto l'emisfero boreale. In Italia se ne contano 34 specie.

### Varietà
A volte si trovano popolazioni senza sapore (non acre) oppure con fusti più alti (oltre 15 cm); i petali possono essere colorati di giallo pallido e lunghi fino a tre volte i sepali. Queste molteplici varietà sono sempre dovute a popolazioni citogeneticamente varie (popolazioni diploidi  2n=40 oppure popolazioni tetraploidi 2n=80). Come documentazione di quanto detto elenchiamo alcune sottospecie e/o varianti:
- Sedum acre L. subsp. dostalii (Domin) Dostal
- Sedum acre L. subsp. majus (Mast.) R.T. Clausen, (1975)
- Sedum acre L. subsp. neglectum (Ten.) Rouy & E.G.Camus
- Sedum acre L. subsp. sexangulare (L.) O. Schwarz
- Sedum acre L. subsp. tetramerum (Trautv.) Breistroffer
- Sedum acre L. var. almadii Priszter, (1968)
- Sedum acre L. var. aureum Mast. (1878)
- Sedum acre L. var. elegans Mast.
- Sedum acre L. var. glaciale (Clarion ex DC.) Duby
- Sedum acre L. var. glaciale P.Fourn.
- Sedum acre L. var. majus Mast. (1878)
- Sedum acre L. var. spirale (Haw.) Rouy & E.G.Camus

### Specie affini
- Sedum sexangulare L. – Borracina inspida o Erba pignola gialla: si differenzia per le foglie verticillate (o sparse) lineari – cilindriche lunghe fino a 6 mm e spesse 1 mm con breve sperone alla base. Si confonde spesso con la nostra pianta in quanto l'habitat delle due specie è lo stesso però non ha lo stesso sapore acre.
- Sedum alpestre Vill – Borracina alpestre: anche questa specie è spesso confusa con la nostra; si differenzia per i petali  più piccoli.

## Usi

### Farmacia
Le parti che si usano sono i fiori e le foglie.
- Componenti: resine, mucillagini e alcaloidi.
- Proprietà: sedativa, diuretica, abbassa la pressione sanguinea, sonnifera, ipotensive, lassativa.

### Cucina
Per il contenuto di alcaloidi tossici si sconsiglia l'uso in cucina.

### Giardinaggio
Spesso è coltivata nei giardini rocciosi come pianta mellifera.

## Galleria d'immagini

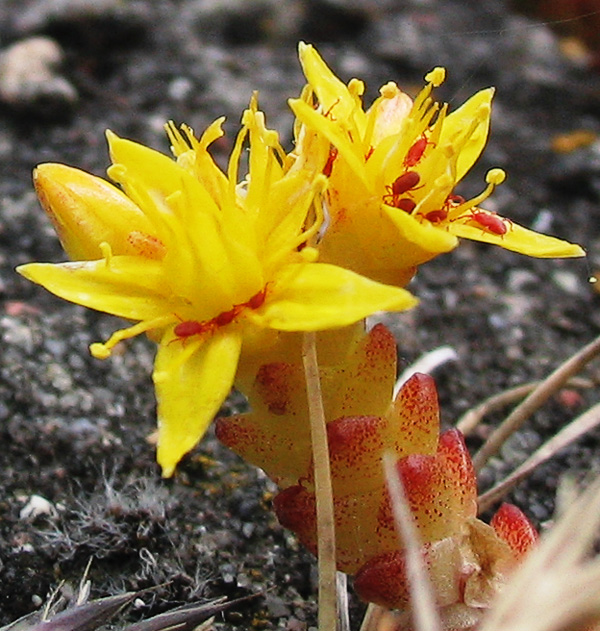
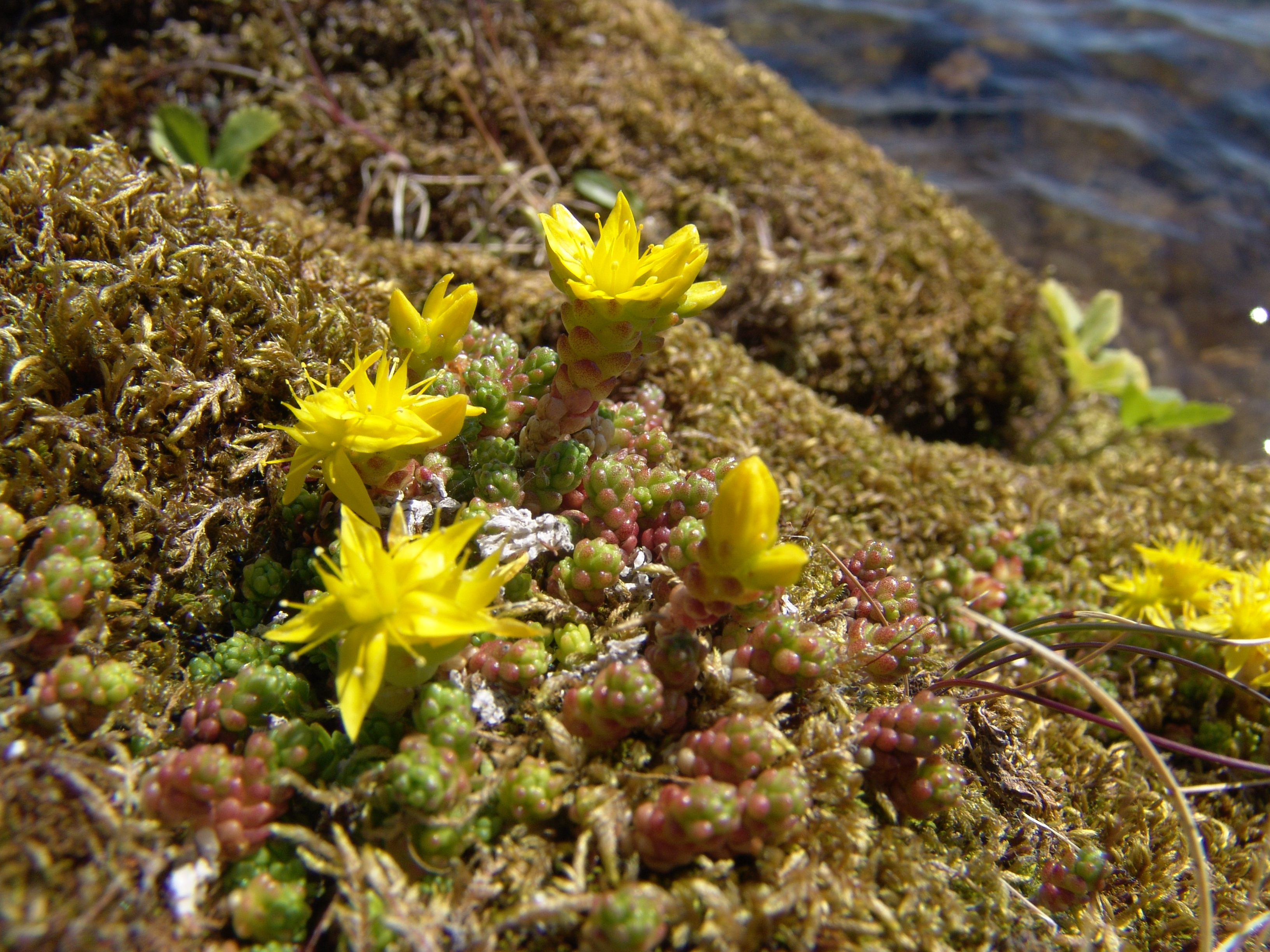
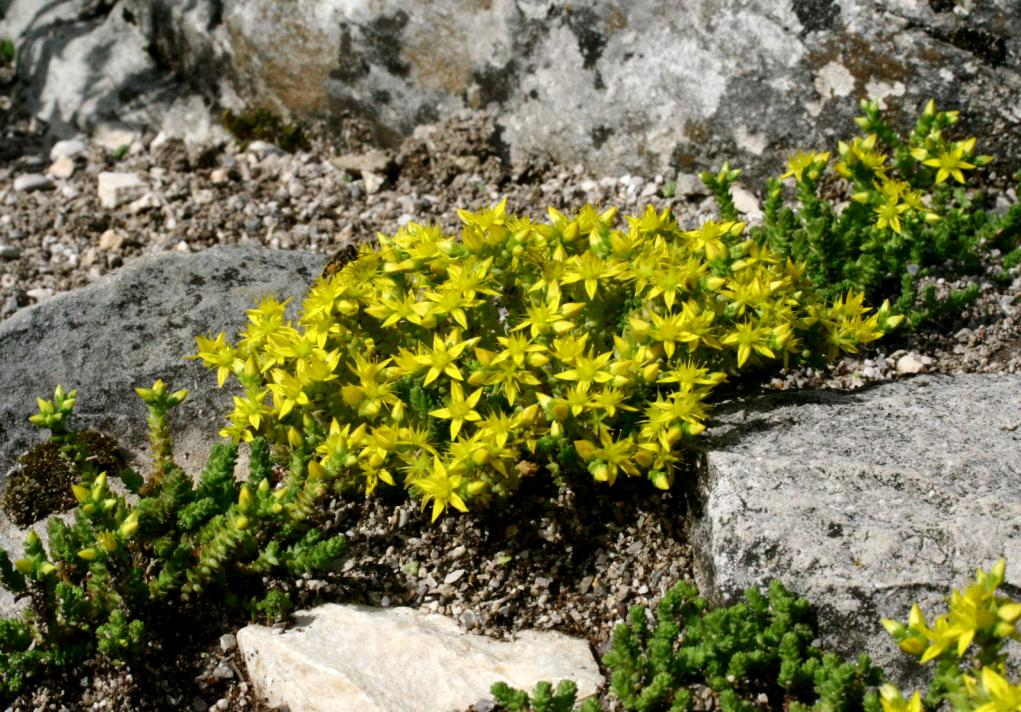
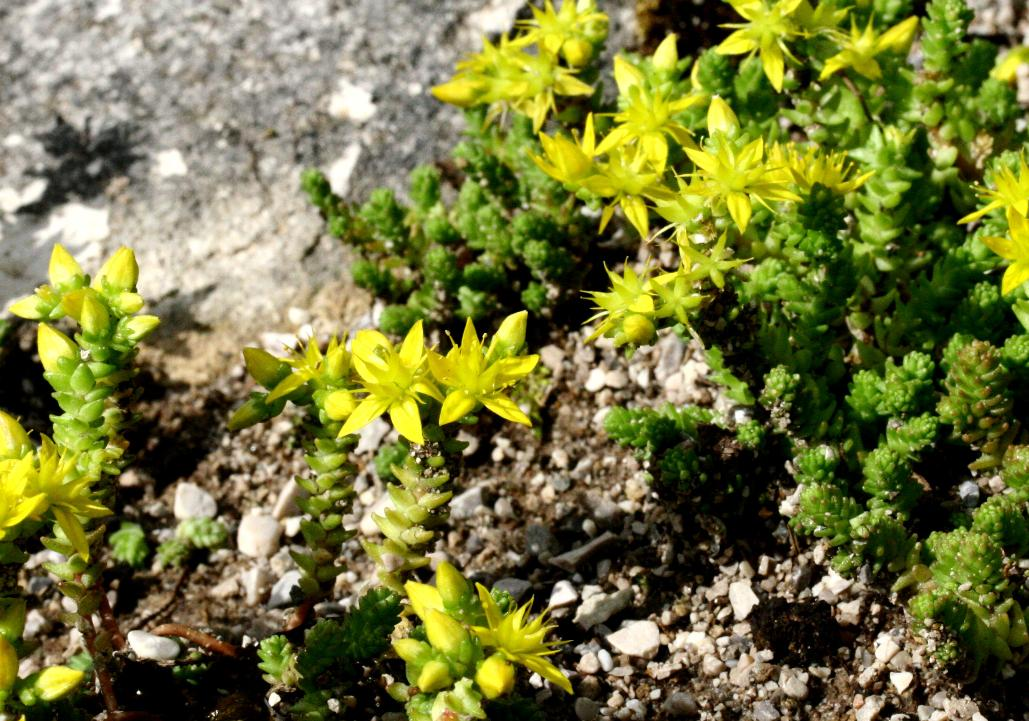
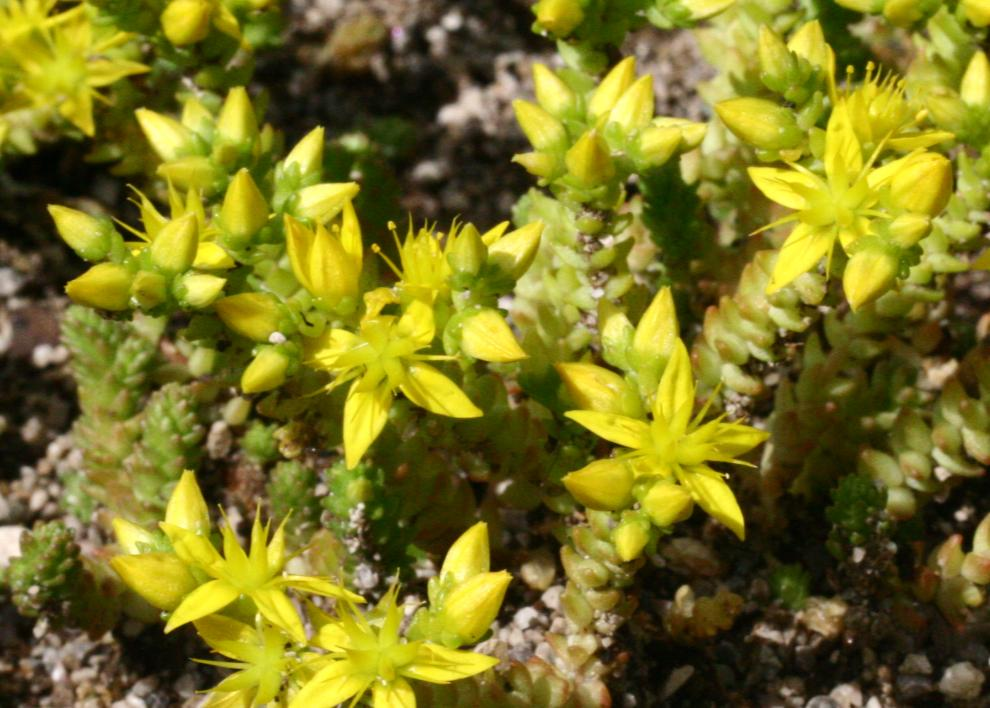